# Zenkerella (plante)
Pour les articles homonymes, voir Zenkerella.
Genre
Zenkerella est un genre de plantes à fleurs dicotylédones de la famille des Fabaceae, sous-famille des Caesalpinioideae, originaire des régions tropicales d'Afrique, qui compte six espèces acceptées.
Ce sont des arbres sempervirents.

## Liste d'espèces
Selon The Plant List (24 septembre 2018) :
- Zenkerella capparidacea (Taub.) J.Leonard
- Zenkerella citrina Taub.
- Zenkerella egregia J.Leonard
- Zenkerella grotei (Harms) J.Leonard
- Zenkerella perplexa Temu
- Zenkerella schliebenii (Harms) J.Leonard